# Soft Machine (musikalbum)
För andra betydelser, se Soft Machine (olika betydelser).
Soft Machine är ett musikalbum av den svenska gruppen Teddybears. Skivan släpptes i oktober 2006 och är Teddybears första album som släppts på den amerikanska marknaden.
Skivan innehåller flera spår som tidigare getts ut på den europeiska marknaden, men som nu spelats in i nya versioner med en mängd gästartister. Bland annat gör punklegenden Iggy Pop en ny version av låten "Punkrocker" och låten "Yours to Keep" har spelats in som duett mellan norska Annie och Neneh Cherry. I originalversionen av "Yours to Keep" sjunger Paola, och denna version är med som ett bonusspår på den kanadensiska versionen av albumet.
Även Elephant Man och Soundtrack of our lives-sångaren Ebbot Lundberg medverkar på skivan.

## Låtlista
1. "Intro"
2. "Different Sound"
3. "Cobrastyle"
4. "Yours To Keep"
5. "Are You Feeling It?"*
6. "Black Belt"
7. "Punkrocker"
8. "Ahead Of My Time"
9. "Automatic Lover"
10. "Magic Kraut"
11. "Little Stereo"
12. "Riot Going On"
13. "Alma"

### Bonusspår i kanadensiska versionen
1. "Yours To Keep" (feat. Paola)

* "Are you Feeling It?" är samma låt som "Throw Your Hands Up", men med ett nytt namn och ett nytt sound.